# Chrysolina quadrigemina
Espèce
Chrysolina quadrigemina est une espèce d'insectes coléoptères phytophages de la famille des Chrysomelidae.

## Distribution
Originaire du sud de l'Europe (en France métropolitaine, départements du sud-est), cette chrysomèle a été introduite dans d'autres pays.

## Espèce utilisée en lutte biologique
Chrysolina quadrigemina, avec deux autres espèces de chrysomélidés (Chrysolina hyperici et Anaitis plagiata), est utilisée pour limiter la prolifération de millepertuis (Hypericum) en Amérique du Nord. 